# 爱民乡 (海伦市)
爱民乡，是中华人民共和国黑龙江省绥化市海伦市下辖的一个乡镇级行政单位。

## 行政区划
爱民乡下辖以下地区：
爱华村、爱富村、勤俭村、爱平村、爱权村、爱荣村、爱众村、福德村、爱政村和爱军村。